# 라스트 홈
《라스트 홈》(영어: 99 Homes)은 2014년 미국의 드라마 영화이다. 라민 버라니가 연출하고 아미르 나데리와 공동 각본을 썼으며, 앤드루 가필드, 마이클 섀넌, 로라 던 등이 출연하였다.
2014년 제71회 베네치아 국제 영화제 황금사자상 경쟁작이다.

## 출연진
- 앤드루 가필드 - 데니스 내시 역
- 마이클 섀넌 - 릭 카버 역
- 로라 던 - 린 내시 역
- 팀 기니 - 프랭크 그린 역
- 노아 로맥스 - 코너 내시 역
- 클랜시 브라운 - 프리먼 씨 역
- 신시아 샌티아고 - 그린 부인 역
- JD 에버모어 - 태너 씨 역
- 마누 나라얀 - 칸나 역
- 컬런 모스 - 빌 역
- 나디야 스카이 - 타미카 역

## 기타 제작진
- 총괄 제작: 아르카디 골루보비치